# Parkstadion
Parkstadion, tidigare Schalke 04:s hemmastadion, numera ersatt av Arena AufSchalke. Parkstadion var en av arenorna under fotbolls-VM i Västtyskland 1974. Här spelade även Sverige och Österrike en avgörande omspelsmatch i kvalet till detta VM, som Sverige vann med 2-1.